# Kim Byeong-eon
Kim Byeong-eon (* 2. Januar 1951 in Taegu) ist ein südkoreanischer Schriftsteller.

## Leben
Kim Byeong-eon wurde am 2. Januar 1951 in Taegu geboren. Er machte seinen Abschluss in Linguistik an der Seoul National University. Literarisch gesehen war Kim ein Spätzünder, seinen ersten Roman veröffentlichte er erst mit über vierzig Jahren. Die Jahre nach seinem Abschluss verbrachte er an fünf verschiedenen Arbeitsplätzen, unter anderem einer Handelsfirma, einem Hotel, einer Baufirma und einer Transportfirma. Länger als zwei Jahre am Stück an einem Arbeitsplatz zu verbringen, glich für ihn stumpfsinniger Plackerei, weswegen er nicht nur die Arbeitsplätze, sondern auch den Berufszweig wechseln musste, um zufrieden zu sein.
Während seiner Anstellung in der Baufirma arbeitete er einige Zeit in einer Wüstenregion im mittleren Osten, eine Erfahrung, die er als Hintergrund für seine erste Kurzgeschichtensammlung verwendete. Diese Erfahrung findet sich ebenfalls wieder in der Geschichte Opfer an die gelbe Erde (황사에 바치다), welche in dem Sammelband Südsee (남태평양) enthalten ist.
Sein Debüt hatte er 1992, als seine Geschichte Ährenlese (이삭 줍기) in der Zeitschrift Literatur und Gesellschaft (문학과사회) veröffentlicht wurde. Anschließend kündigte er seinen Job, um sich in Vollzeit der Literatur zu widmen. Basierend auf seinen vielfältigen Lebenserfahrungen verfolgte er einen orthodox-realistischen Stil, unbeeinflusst vom vorherrschenden literarischen Trend. Seine Werke werden für ihre konsistente und beharrliche Aufrichtigkeit gefeiert.

## Arbeiten (Auswahl)
Koreanisch
- 개를 소재로 한 세가지 슬픈사건 Drei traurige Geschichten über Hunde (1995)
- 천치의 사랑 Idiotenliebe (1997)
- 이삭 줍기 Ährenlese (1992)
- 목수의칼 Das Messer des Zimmermanns (1999)
- 남태평양 Südsee (2007)

## Auszeichnungen
- 2008: 한무숙문학상 (Han-Mu-suk-Literaturpreis)